# Podražec křovištní

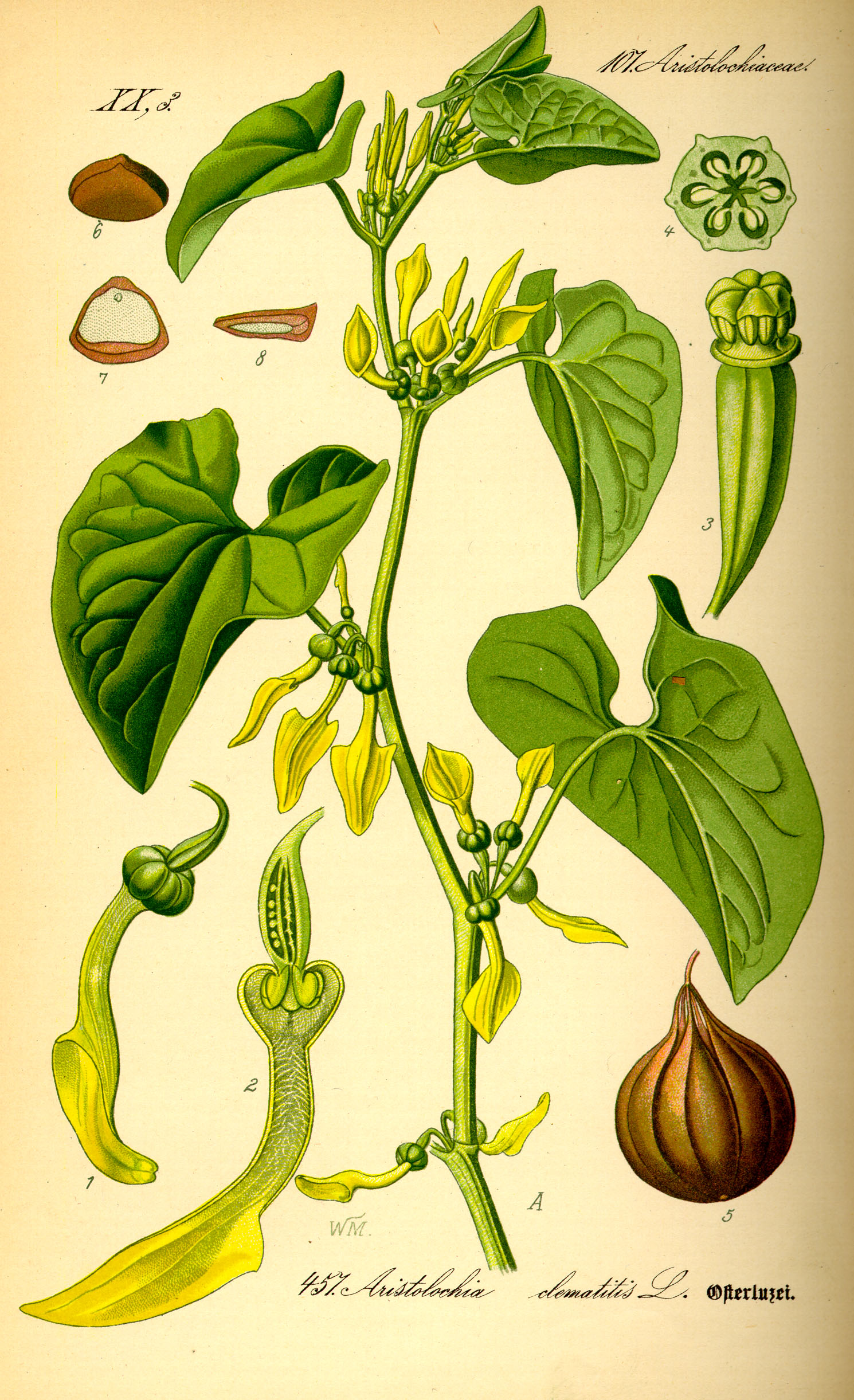
Zobrazení podražce křovištního

Podražec křovištní (Aristolochia clematitis) je vytrvalá rostlina, jediný druh rodu podražec, který v české přírodě roste. V minulosti byl šířen na nová území jako léčivá rostlina, v současnosti se používá již jen málo. Má zvláštní způsob opylování, odérem nalákaného opylovače uzavře ostrými chloupky v květní trubce a uvolní mu cestu ven až po opylení. Pro klesající počet lokalit na kterých se vyskytuje je v "Červeném seznamu cévnatých rostlin ČR" zařazen mezi vzácnější druhy vyžadující pozornost (C4a).

## Výskyt
Je domácím druhem ve většině zemí Evropy, v Malé Asii a na Kavkaze. Druhotně byl rozšířen do Skandinávie, na Britské ostrovy a do Severní Ameriky. V České republice je původním druhem pouze na jižní Moravě, do Čech se dostal jako léčivá rostlina až později.
Roste na teplých, osvětlených místech s výživnou půdou, ve světlých lužních lesích, na březích vodních toků, na hrázích, rumištích, křovinatých svazích, ve vinicích a okolo silničních a železničních náspů.

## Popis
Vytrvalá, 25 až 100 cm vysoká bylina s nepříjemným zápachem. Z plazivého, článkovitého, rozvětveného oddenku vyrůstá přímá, nevětvená, žlutozelená lodyha porostlá u báze hnědými šupinami. Má jednoduché, střídavé listy s dlouhými řapíky a jejich široce vejčité až srdčité čepele, dlouhé až 10 cm, jsou u báze hluboce vykrajované, na vrcholu tupé, po obvodě drobně zoubkované a na spodní straně světlejší.
Z paždí listů vyrůstají v chudokvětých svazečcích, po dvou až osmi, oboupohlavné květy, které jsou nejdříve vzpřímené a po opylení nicí. Květ má tři sírově žluté okvětní lístky srostlé v trubku, ve spodní části baňkovitě rozšířenou. Horní část trubky má lem, který kryje květ před deštěm (obdobně jako víčko láčky u láčkovky) a nápadným zbarvením láká hmyz. V květu je šest tyčinek srostlých s čnělkou nesoucí šestilaločnou bliznu. Semeník je spodní, šestipouzdrý a obsahuje hodně vajíček. Květ je protogynický, nejdříve dozrává blizna a teprve později prašníky, tím je značně sníženo samoopylení, kvete v květnu až červenci. Ploidie druhu je 2n = 14.

## Opylování

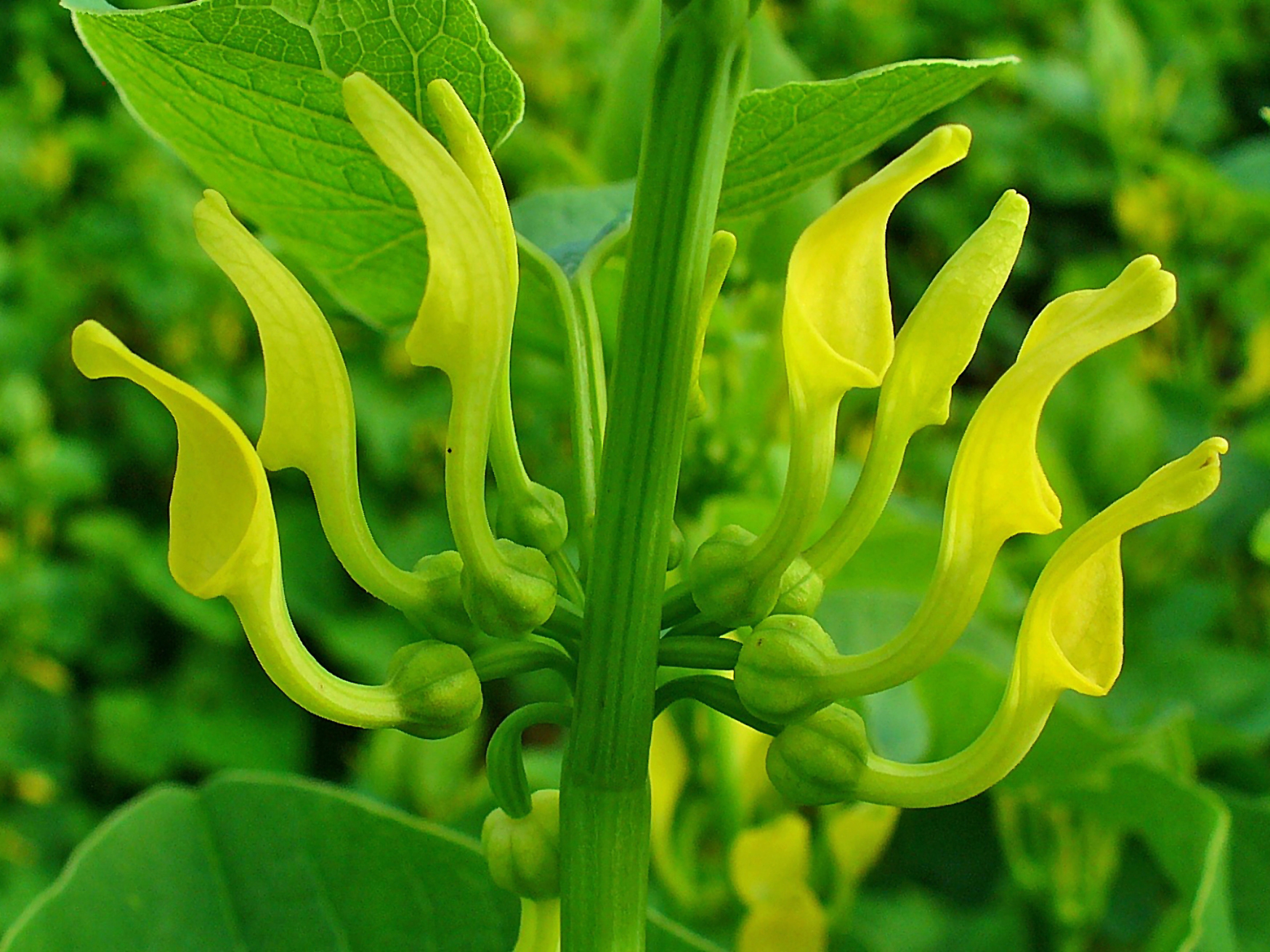
Květy

Květy jsou nejčastěji opylovány dvoukřídlým hmyzem a svou vůni připomínající mršinu nebo exkrement se je snaží přilákat. Květní trubka funguje jako past, opylovač vleze dovnitř a zůstane uvězněn v její širší bazální části, v odchodu mu brání ohnuté chlupy na vnitřní stěně trubky. Po opylení, při kterém se na bliznu dostane cizí pyl, chlupy zvadnou a květ se svěsí dolů. Tím se uvolní cesta z trubky ven a současně se vysype pyl z prašníků na odlétajícího opylovače, který může pyl přenést do jiného květu.

## Rozmnožování
Plodem je svěšená, zelená, hladká, široce hruškovitá, asi 3,5 cm dlouhá tobolka s blanitými přepážkami, která se otvírá šesti chlopněmi. V šesti pouzdrech tobolky bývá asi 80 tmavých, 1 mm velkých semen, která mají osemení z houbovitého pletiva a jsou velmi lehká. To umožňuje jejich snadné šíření větrem nebo vodou, mohou bez újmy plout i několik měsíců.
Tobolky dozrávají od počátku září, vypadlá semena však nejsou zcela zralá. Jejich embrya nejsou ještě vyvinutá a potřebují několik měsíců chladu a vlhka, aby dospěla. To je také důvodem, proč se nové semenáče objevují později na jaře nebo až počátkem léta. Semena klíčí hypogeicky, oba děložní lístky setrvávají v půdě. Na novém epikotylu nejprve vyrostou dva šupinaté listeny a teprve další malé listy svým tvarem připomínají listy dospělé rostliny.
Vegetativně se rostlina šíří lámavým, článkovitým oddenkem, který bývá při zemědělských pracích nebo jiném narušení roznesen do okolí. Za běžných okolností se rozšiřuje do malé vzdálenosti prostým rozrůstáním oddenku.

## Význam

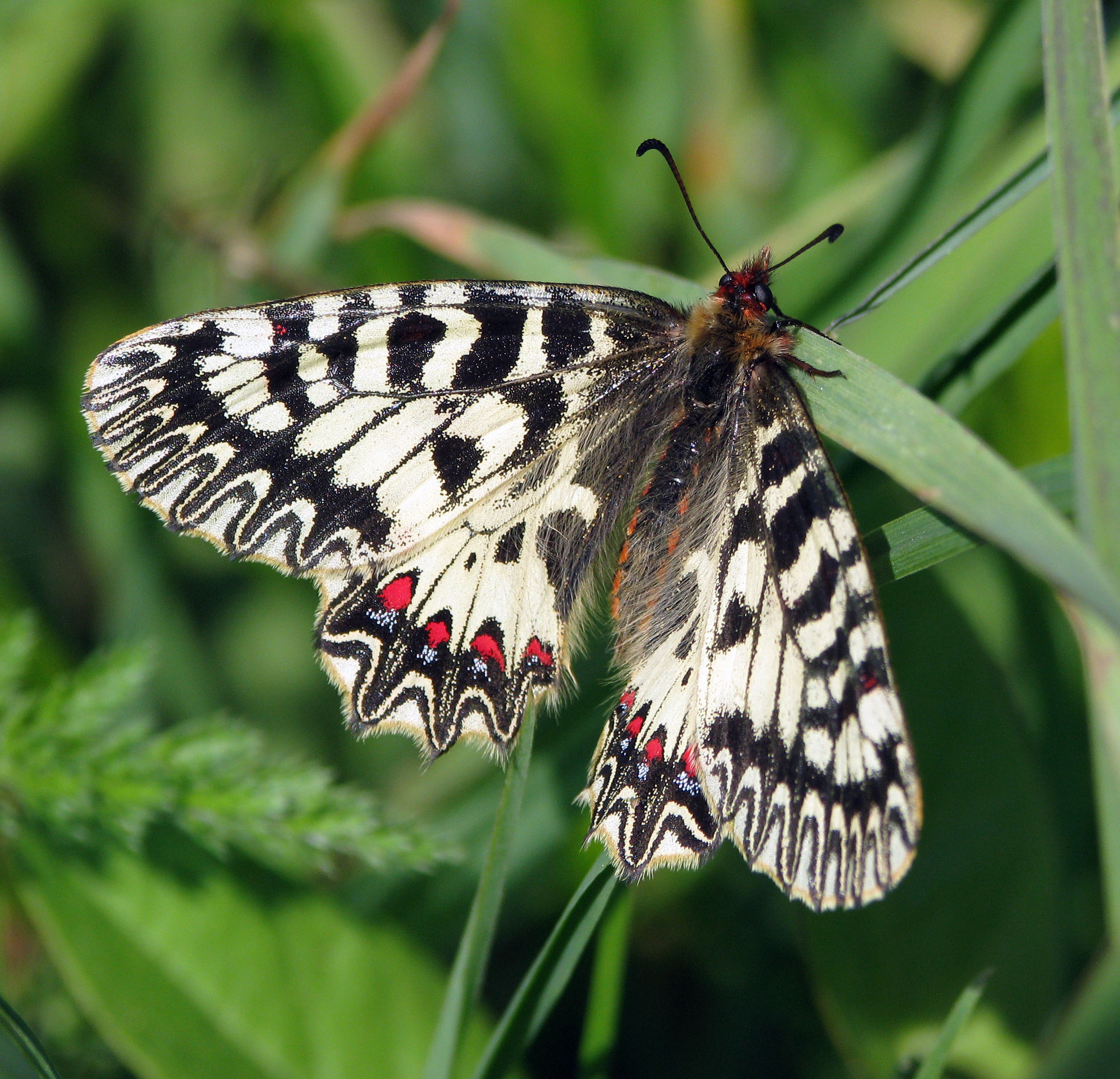
Pestrokřídlec podražcový

V celé rostlině, včetně semen, je přítomná toxická kyselina aristolochová, alkaloid aristolochin a mnohé hořčiny, silice, pryskyřice a třísloviny. Nejpodstatnější je kyselina aristolochová, která jednak působí hojivě, podporuje imunitu, brání křečím trávicího ústrojí a účinně hojí i povrchová poranění. Její předávkovaní však způsobí zvracení, silný průjem, zánět ledvin, zástavu dechu i srdce, krvácení z dělohy a případně i potrat. V minulosti se sušila kvetoucí nať a droga se podávala formou nálevu. Rostlina byla důležitou součásti Mattioliho herbáře, dnes se v lidovém léčitelství již nepoužívá.
V ČR je podražec křovištní jedinou živnou rostlinou pro kriticky ohroženého motýla pestrokřídlece podražcovitého. Larvy motýlů spásají v květnu a červnu listy podražce a obsažené toxické látky zabudovávají do svého těla. Stávají se tak pro predátory, ptáky, jedovatými a ti je nežerou.